# Gazette des beaux-arts

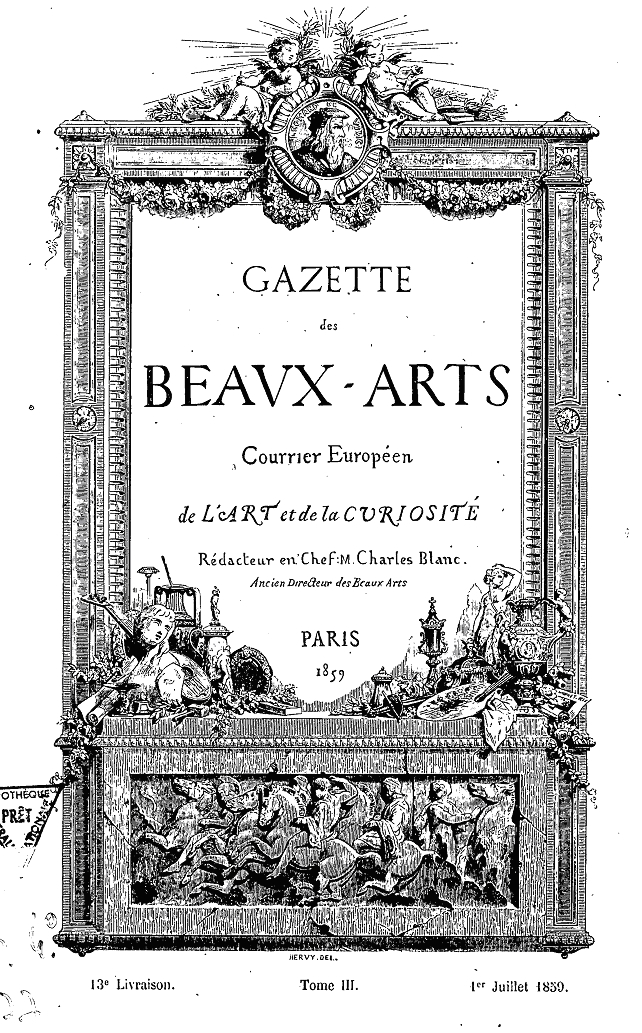
Gazette des Beaux-Arts.
Första årgången, volym III, 1 juli 1859.

Gazette des beaux-arts, var en konsttidskrift på franska.
Gazette des beaux-Arts började utges av Charles Blanc 1859, hade ett elegant utseende med påkostade illustrationer. På 1930-talet var Georges Wildenstein dess utgivare. Senare kom Gazette des beaux-arts att främst ägna sig åt äldre konst. Tidskriften nedlades 2002.